# Ladvánszky József
Ladvánszky József (Szeged, 1889. február 26. – Szeged, 1940. június 14.) pártmunkás, szakszervezeti titkár, eredeti foglalkozását tekintve kőműves.

## Élete
Az első világháború idején szülővárosában vett részt a munkásmozgalomban. 1919-ben merényletet követtek el ellene. 1921-től fogva dolgozott a Kommunisták Magyarországi Pártjának, ám a következő évben lefogták, majd három és fél évig tartó börtönbüntetést szabtak ki rá. 1925-ben a kommunista párt legális fedőszerveként működő Magyarországi Szocialista Munkáspártot szervezte Szegeden, emellett pedig a Magyarországi Építőmunkások Országos Szövetsége (MÉMOSZ) titkára volt. 1930-ban, majd 1937-ben és 1940-ben is börtönbe került, majd nem sokkal kiszabadulása után elhunyt.

## Emlékezete
1993-ig mészkőből készült emléktáblája volt Szegeden, a Szent–Györgyi Albert utca 1. sz. alatti házon.